# Villa Melzi
Pour les articles homonymes, voir Melzi.
La villa Melzi est un palais de style néo-classique du XIXe siècle de Bellagio au bord du lac de Côme entouré d'un parc de type jardin anglais (ouvert au tourisme d'avril à octobre). 

## Historique
La villa Melzi est construite au début du XIXe siècle par l’illustre architecte Giocondo Albertolli entre 1808 et 1810 pour Francesco Melzi d'Eril (1753-1816) (duc de Lodi et vice-président de la République italienne cisalpine fondée par Napoléon Bonaparte) à titre de résidence d'été. 
En 1837 le compositeur et pianiste hongrois Franz Liszt y séjourne plusieurs mois avec sa maîtresse, la comtesse Marie d'Agoult au moment de la naissance de leur seconde fille Cosima (future épouse de Hans von Bülow et de Richard Wagner). L’écrivain Stendhal y fait également plusieurs séjours qui inspirent son œuvre littéraire.
La propriété est vendue par la suite à la famille aristocrate Gallarati Scotti.
Aujourd’hui de nombreuses stars du show business y séjournent régulièrement dont George Clooney et Brad Pitt.

## Parc de style jardin anglais
Le parc comprend entre autres un petit Temple en style arabe, où Franz Liszt aurait composé certaines des études pour piano les plus célèbres, ainsi qu'un petit lac japonais riche en nénuphars. Le parc est constitué de nombreux érables, cèdres japonais, azalées et rhododendrons géants, de statues et plantes séculaires et exotiques...

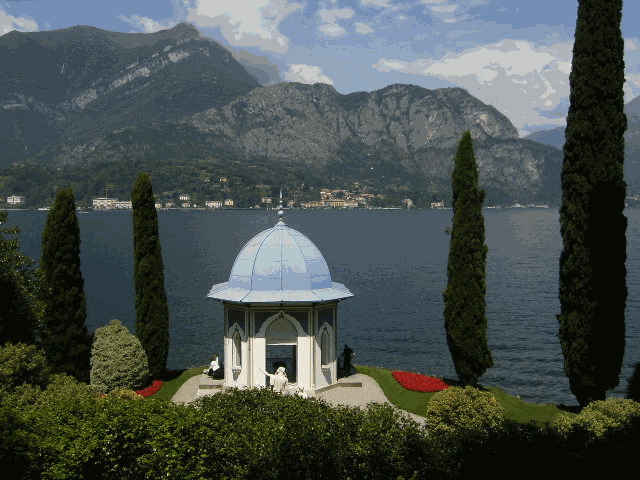
La petite chapelle
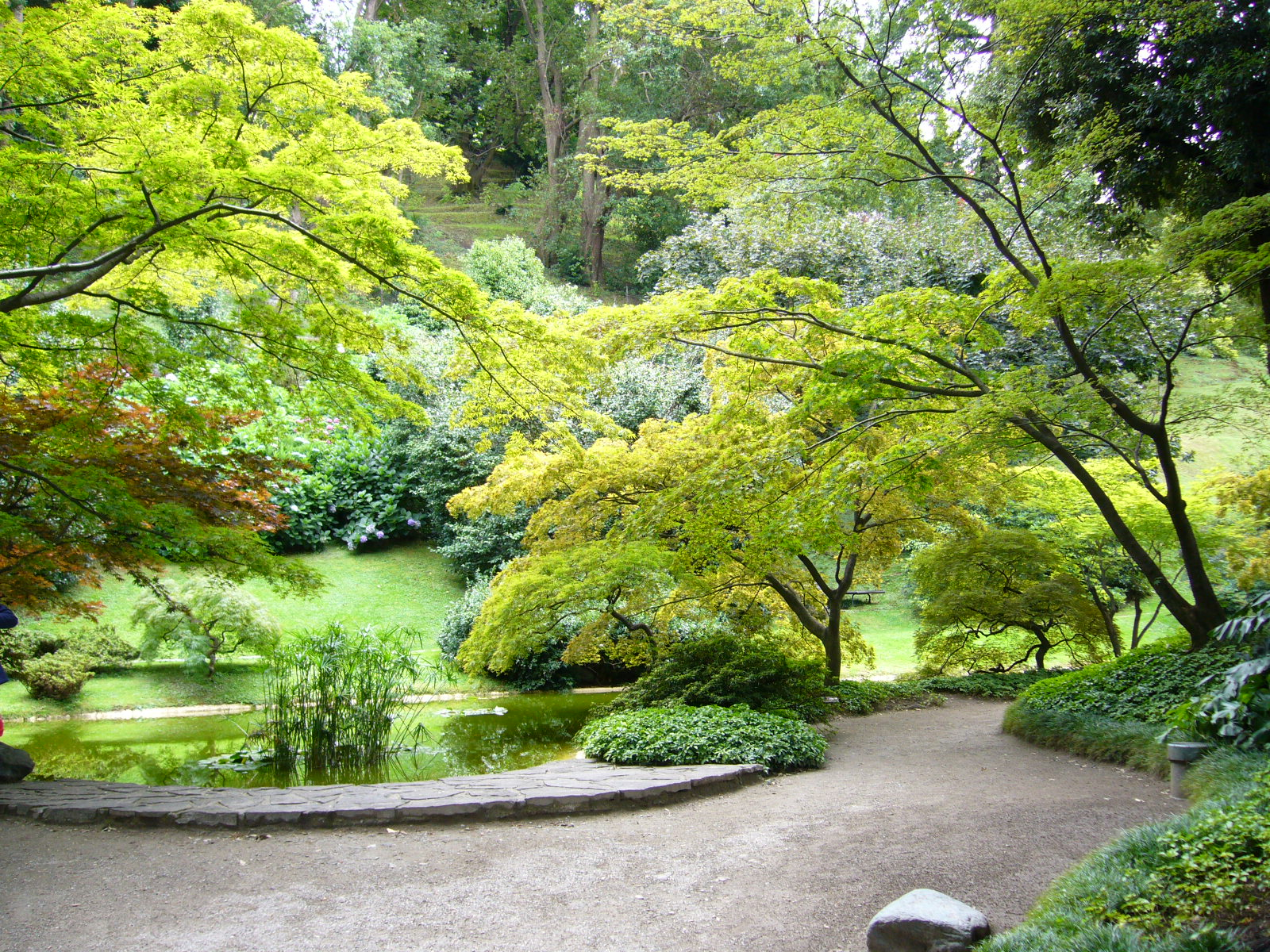
Les jardins
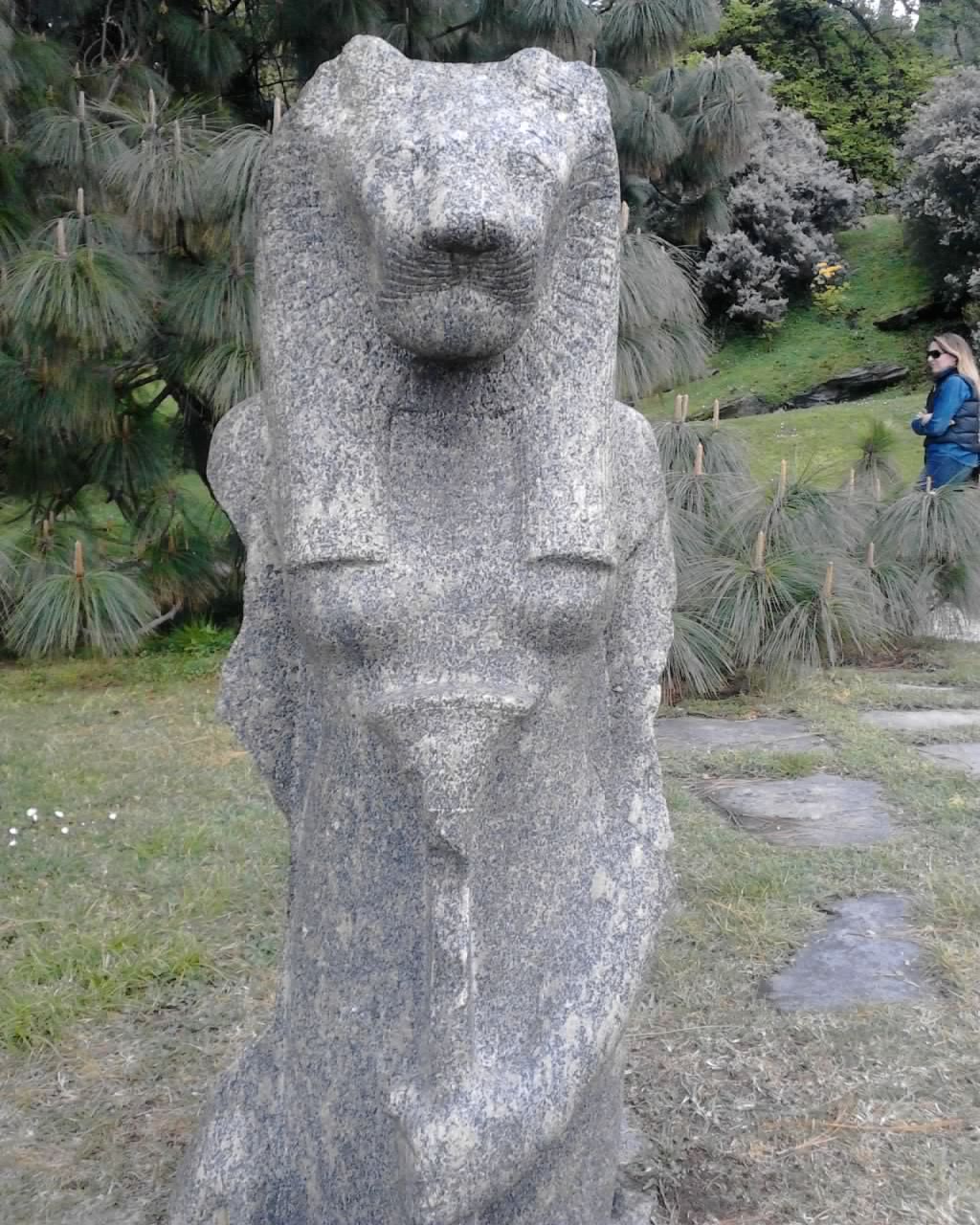
Statue égyptienne datant du royaume de Ramsès II
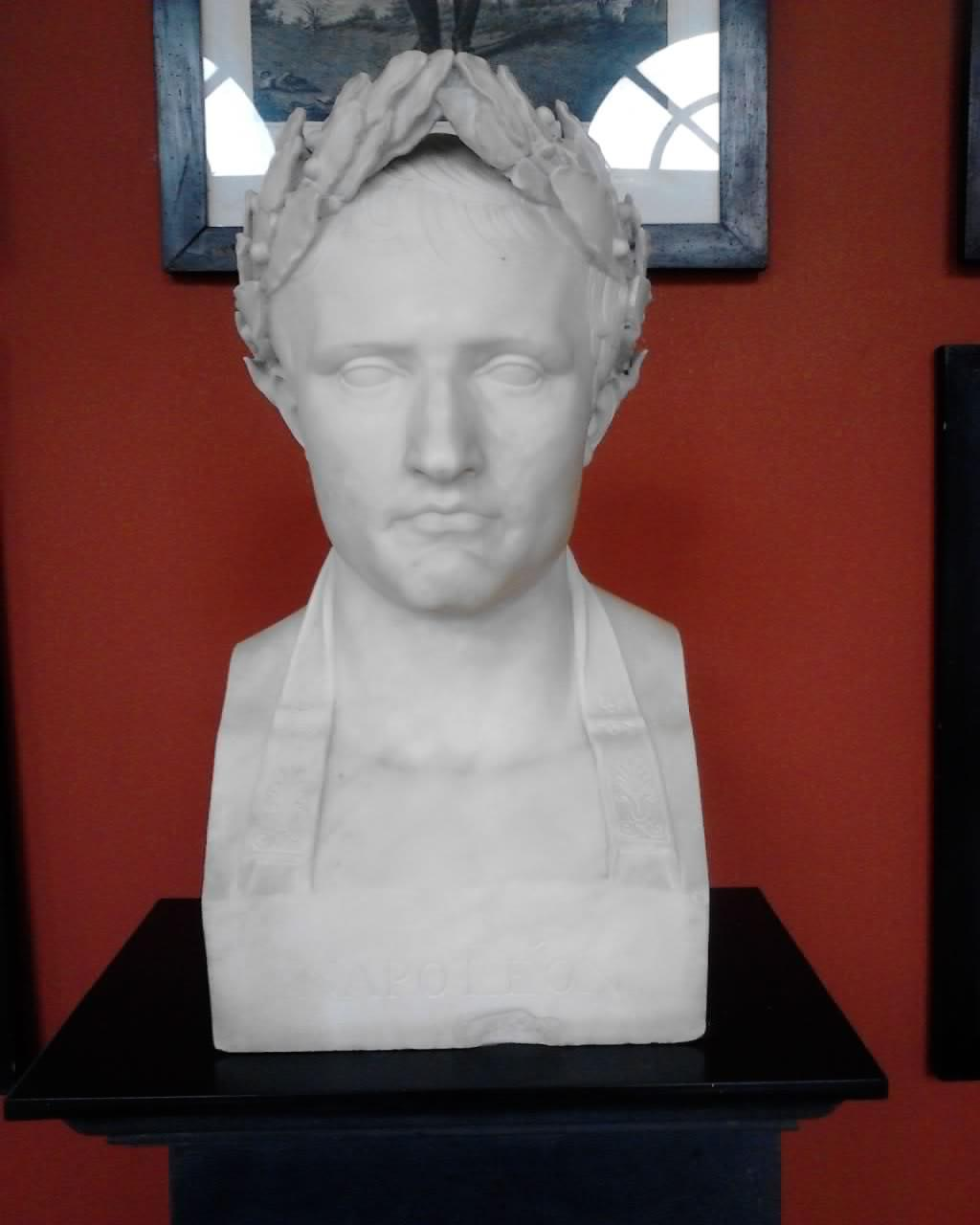
Buste de Napoleon Bonaparte

Autres villas d'exception du lac de Côme : villa Carlotta, villa d'Este, villa Balbianello, villa Cipressi, villa Monastero, villa Oleandra et villa Olmo... Les jardins de plusieurs d'entre elles, comme ceux de la villa Melzi, sont inscrits à l'association Grandi Giardini Italiani.